# Свети Илия (Лесково)
Вижте пояснителната страница за други значения на Свети Илия.
„Свети Илия“ (на македонска литературна норма: „Свети Илија“) е възрожденска православна манастирска църква в демирхисарското село Лесково, Северна Македония. Църквата е под управлението на Крушевско-Демирхисарската епархия на Македонската православна църква.
Църквата е гробищен храм, разположен в Долната махала на Лесково. Построена е към края на XIX век.
В архитектурно отношение е еднокорабна сграда с висок дървен свод и полукръгла апсида на изток. Зидарята е от ломен камък, като отворите и венецът са от дялан бигор. Покривът е на две води с керемиди, а този на апсидата – с каменни плочи. Фасадите са фугирани. На северната и южната стена отвътре има пиластри за укрепване, които продължават като ребра на свода. Вътрешността е измазана. Иконостасът е дъсчен. На запад има трем с приземие и етаж.